# Pensacola (genre)
Pour les articles homonymes, voir Pensacola (homonymie).
Genre
Pensacola est un genre d'araignées aranéomorphes de la famille des Salticidae.

## Distribution
Les espèces de ce genre se rencontrent en Amérique du Sud et en Amérique centrale.

## Liste des espèces
Selon World Spider Catalog (version 18.0, 03/05/2017) :
- Pensacola castanea Simon, 1902
- Pensacola cyaneochirus Simon, 1902
- Pensacola gaujoni Simon, 1902
- Pensacola murina Simon, 1902
- Pensacola ornata Simon, 1902
- Pensacola poecilocilia Caporiacco, 1955
- Pensacola radians (Peckham & Peckham, 1896)
- Pensacola signata Peckham & Peckham, 1885
- Pensacola sylvestris (Peckham & Peckham, 1896)

## Publication originale
- Peckham & Peckham, 1885 : On some new genera and species of Attidae from the eastern part of Guatamala. Proceedings of the Natural History Society of Wisconsin, vol. 1885, p. 62-86 (texte intégral).